# Маришки чал
Маришкият чал или Маришкият връх е връх, висок 2765 m, който се издига в Източна Рила. Той свързва двете основни била на тази част на Рила – Мусаленското и Ибърското, и е важен орохидрографски възел. Този дял на планината е наречен на негово име Маришки дял. Върхът е бил наричан и Триграничния връх, защото след Берлинския конгрес на него са се събирали границите на Княжество България, Източна Румелия и Османската империя.
Намира се на главното вододелно било на Балканския полуостров, южно от връх Голям Близнак и северно от връх Овчарец (разположени на Мусаленското било), а на североизток негов съсед е връх Манчо от Ибърското било. При Маришкия чал водите на големите рилски реки Искър, Марица и Места се насочват към Черноморския или Беломорския басейн.
Върхът е купенообразен. Билото му и по-голямата част от склоновете му са тревисто-каменисти, само северният склон, спускащ се към Маричиния циркус, е скалист. Източният склон се спуска до циркуса на Ропалишките езера, а западният – до много дълбоката долина на река Бели Искър.

## Туристически маршрути
През Маришкия чал преминават лятната и зимната пътека между връх Мусала и хижа „Заврачица“, като лятната подсича почти хоризонтално югозападния му склон, а зимната преминава през най-високата му точка. През зимата по склоновете му има повишена лавинна опасност и следването на азимутната маркировка е задължително.
Лятната пътека между Мусала и хижа „Грънчар“ прекосява западния склон на върха, а зимният вариант минава почти през най-високата му точка и тръгва на югозапад.
От съседните върхове Маришкият чал отстои на приблизително 40 минути от връх Голям Близнак и на 30 минути от Овчарец и Манчо.